# 玉田村
玉田村（たまだむら）は、愛知県中島郡にかつてあった村。現在の稲沢市の南東部に該当する。

## 歴史
- 1876年（明治8年）10月 - 有松村と米屋村が合併し、高重村となる。
- 1889年（明治22年）10月1日 - 町村制により、高重村、中之庄村、堀田村、七ツ寺村が合併し発足。
- 1901年（明治34年）5月15日 - 北島村と合併し島田村が発足。同日玉田村廃止。